# Cuộc vây hãm Glatz
Trận vây hãm Glatz là một trận chiến diễn ra vào năm 1760 trong cuộc Chiến tranh bảy năm. Trong trận đánh này, quân đội đế quốc Áo do Ernst Gideon Freiherr von Laudon chỉ huy đã tấn công và hạ gục pháo đài Glatz của Phổ. Vốn thành Glatz chỉ do một đạo quân Phổ mềm mỏng trấn giữ. Trong cuộc chiến đấu bảo vệ thành Glatz, quân Phổ có nơi chiến đấu ngoan cường nhưng có nơi kháng trả yếu ớt, cuối cùng quân Áo ngập tràn vào thành. Viên Sĩ quan chỉ huy thành Glatz là Bartholomäus d'O đã bị quân Áo bắt giữ.
Sau thắng lợi này, Laudon tấn công thành Breslau nhưng bị một vị dũng tướng Phổ đánh lui. Khi Chiến tranh Bảy Năm chấm dứt, người Áo mới thả d'O về.

## Diễn biến
Vào ngày 6 tháng 6, quân Áo của Laudon đã bắt đầu bao vây Glatz, tuy nhiên vị tướng Áo không tấn công ngay mà chờ đợi lực lượng trọng pháo tiếp viện đang hành quân từ Olmutz. Trong thời gian này, nhận được tin viện binh Phổ do Heinrich August de la Motte Fouqué đang kéo tới giải vây; tuy nhiên với ưu thế lớn về quân số Laudon đã chủ động tấn công và đập nát đạo quân của Fouqué trong Trận Landeshut vào ngày 23 tháng 6.
Những khẩu trọng pháo từ Olmutz cuối cùng cũng tới được Glatz và Laudon bắt đầu công kích pháo đài vào ngày 20 tháng 7. Ở Glatz có những một pháo đài cũ và một pháo đài mới của Quân độị Phổ, được con sông Neisse ngăn cách. Thiếu tá D'O, phó chỉ huy đạo quân Phổ tại đây, là một người gốc Ý và không có tài năng chỉ đạo, chỉ nắm trong tay có 5 Tiểu đoàn yếu ớt để mà chống chọi với quân thù. Những đoạn chiến hào bảo vệ cũng được dựng nên. Mở đầu cuộc giao chiến, những khẩu thần công Áo nổ súng vang trời, các chiến sĩ Phổ anh dũng kháng trả lại. Sau khi các hỏa điểm Phổ bị pháo binh Áo làm cho câm tịt, Laudon bắt đầu xua các đội tiên phong (trong đó có cả các lính Croatia) tấn công vào pháo đài, có nơi quân Phổ chống cự yếu kém nhưng cũng có nơi họ chiến đấu rất dũng mãnh. Cuối cùng, quân Áo đột phá được cửa thành và những đạo quân Áo còn lại mặc sức tràn vào Glatz. Các chiến sĩ Phổ bảo vệ pháo đài bị lâm vào thế lao đao. Số phận của pháo đài đã được định đoạt.

## Kết quả
Hạ được thành Glatz rồi, Laudon tiến đánh thành Breslau. Tuy nhiên, ông ta không thể nào lập lại thắng lợi tại thành Glatz. Vị dũng tướng Phổ là Tautzenzien đã kháng trả mãnh liệt và đánh bại cuộc công thành Breslau của Laudon.
Sau một chuỗi các cuộc hành binh dày đặc và nhiều trận đánh khốc liệt trong năm 1760, Glatz là cứ điểm duy nhất của Phổ mà Áo và các đồng mình chiếm được tại Silesia, tức là tình hình mặt trận dường như không thay đổi đáng kể gì. Viên chỉ huy thành là Thiếu tá Bartolomei d'O là một trong số những tù binh bị người Áo bắt giữ. Ông được quân Áo tha về sau chiến tranh nhưng theo sử liệu Áo và sự xuyên tạc trong hồi ký của Friedrich Freiherr von der Trenck - từng là một Sĩ quan Phổ nhưng sau bị cầm tù tại Glatz, vua Phổ Friedrich II Đại Đế đã ra lệnh xử tử ông vì tội đã để mất thành Glatz. Trên thực tế, đúng là d'O khi trở về sau chiến tranh có bị nhà vua bắt giữ và tuyên bố tử hình, nhưng ông được giảm án và chỉ bị giam cầm một năm trong pháo đài Glatz. Ngoài ra, nhà vua cũng sa thải mọi Sĩ quan chỉ huy thành Glatz.
Nhà vua Friedrich II Đại Đế rất tức giận. Ông cho rằng chiến bại tại Glatz là do sự trung gian của tầng lớp giáo sĩ Công giáo cùng với các tín đồ Dòng Tên, khiến cho Laudon dễ dàng hối lộ các Sĩ quan Quân đội Phổ. Sự thật, có lẽ d'O không phải là một Sĩ quan tài giỏi, nhưng ông cũng không hề lập mưu đại nghịch. Và giới tăng lữ Công giáo cũng không hề gây ra thảm họa, ngoài ra không có một tín đồ Dòng Tên nào tại Glatz cả.